# Большой рыжий кенгуру
Большой рыжий кенгуру, или рыжий исполинский кенгуру (лат. Osphranter rufus, или Macropus rufus), — вид двурезцовых сумчатых семейства кенгуровых. Крупнейший из видов кенгуру, крупнейшее млекопитающее в Австралии и крупнейшее из современных сумчатых.

## Ареал
Кенгуру является эндемиком континента Австралия, за исключением плодородных областей на юге, восточного побережья, западных пустынных районов и тропических лесов на севере.

## Места обитания
Обитают на пастбищах, на саваннах с растительностью. Кенгуру обитают в засушливых условиях и могут жить без воды долгое время.

## Внешний вид

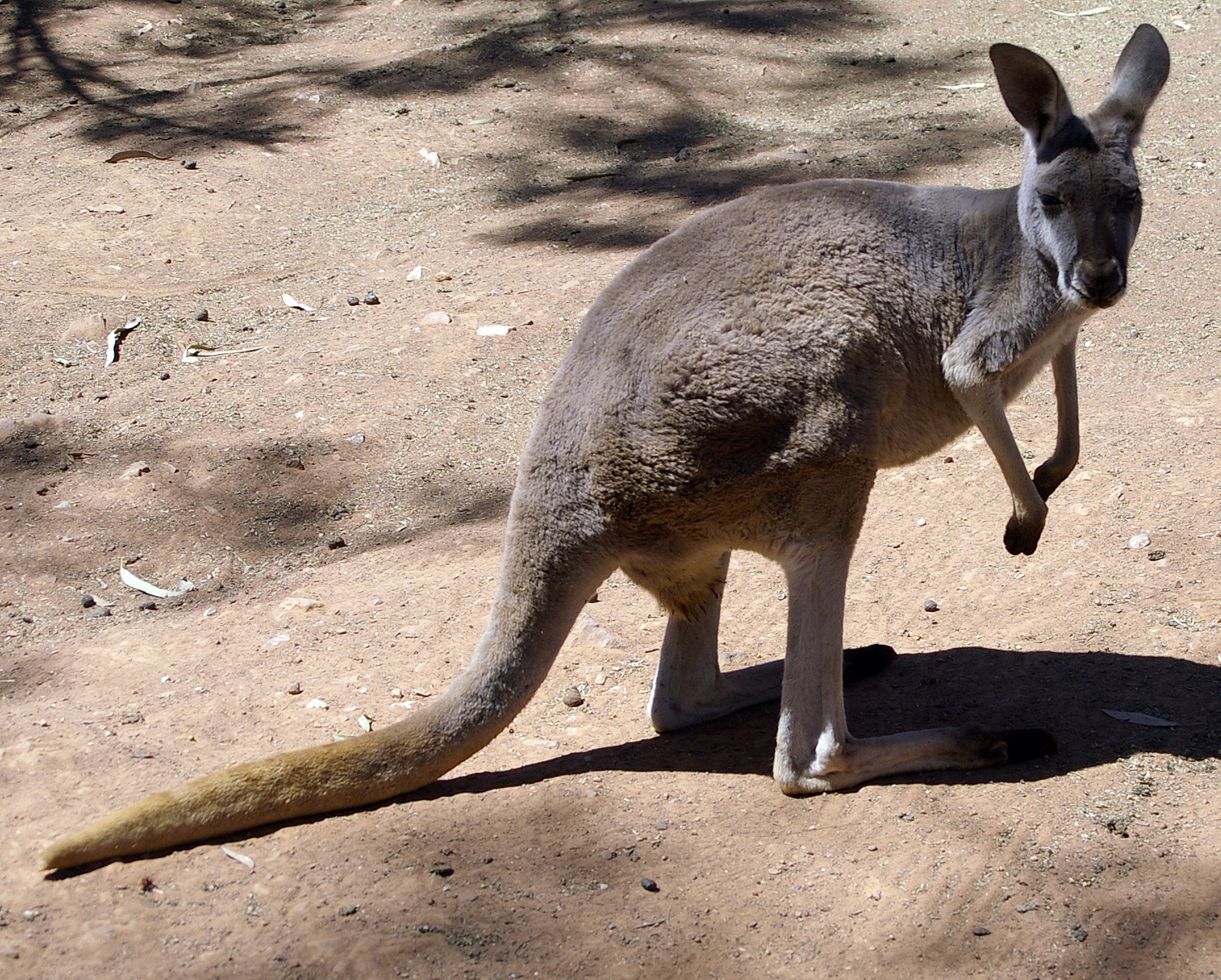
Самка большого рыжего кенгуру

Мех короткий, коричнево-рыжий, на конечностях бледнеет. Животное имеет длинные, заостряющиеся уши и широкую морду. Самки меньше самцов, мех серо-голубой, с коричневым оттенком, бледно-серая в нижней части туловища. Несмотря на это, в засушливых областях самки имеют окраску меха более схожую с самцами. Имеют две передние лапы с маленькими когтями, две мускулистых задних лапы, которые используются для передвижения прыжками и сильный хвост, который часто используется как третья опора для принятия вертикальной стойки.
Задние лапы большого рыжего кенгуру работают так же как кроличьи. С помощью задних ног эти животные передвигаются прыжками со скоростью до 65 километров в час, а за один энергичный прыжок преодолевают более девяти метров.
У взрослых самцов длина тела достигает 1,4 метра, а масса — 90 кг, у самок соответственно 1,1 м и 40 кг. Хвост может быть длиной от 90 см до 1 м. Обычно рост большого рыжего кенгуру в холке составляет примерно 1,5 м. Сообщения о более крупных особях нередки, некоторые крупные самцы достигают, по сообщениям, 2 метров.

## Образ жизни и питание

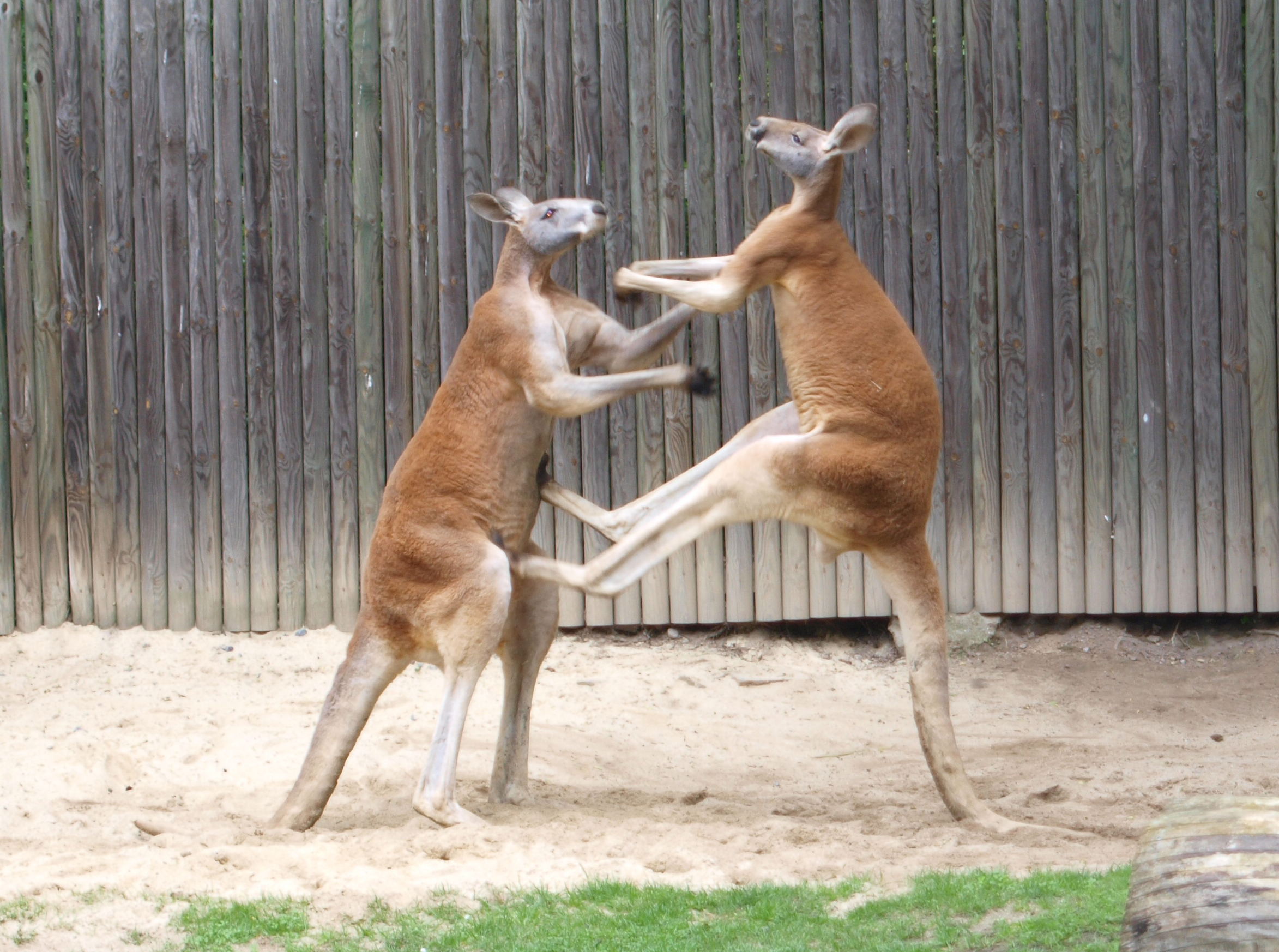
Битва двух самцов большого рыжего кенгуру

Питаются травами степей и полупустынь, злаками и цветковыми растениями.

## Беременность и потомство
Подобно другим сумчатым, кенгуренок рождается без шерсти с крошечным весом не более 1 грамма и 2 сантиметра длиной. Сразу же после рождения детёныш хватается за шерсть в животе матери и сам заползает в сумку. Здесь он хватает ртом один из четырёх сосков и присасывается к нему на следующие 2,5 месяца. Постепенно детеныш растёт, развивается, открывает глаза, покрывается шёрсткой. Потом он начинает совершать короткие вылазки из сумки, тут же запрыгивая обратно при малейшем шорохе. Кенгурёнок покидает сумку матери в возрасте 8 месяцев. Мать сразу же рождает следующего детёныша, который пробирается в сумку — к другому соску. Необычным является то, что с этого момента у самки вырабатывается два типа молока: более жирное для подкорма старшего и менее жирное для новорожденного детеныша.

## Продолжительность жизни
Приблизительно 18—22 года, однако известны случаи продолжительности жизни до 28 лет.